# On the Street
On the Street è un singolo del rapper sudcoreano J-Hope e del rapper statunitense J. Cole, pubblicato il 3 marzo 2023. Una versione senza Cole è stata inserita nel secondo album dell'artista sudcoreano, Hope on the Street Vol. 1 (2024).

## Antefatti e pubblicazione
On the Street è stato annunciato il 26 febbraio 2023 dalla Big Hit Music, poche ore dopo aver comunicato che J-Hope aveva avviato le pratiche per cominciare il servizio militare. La partecipazione di J. Cole è stata rivelata il 2 marzo attraverso il video teaser del singolo, in cui l'artista sudcoreano cammina sul tetto di un palazzo dando le spalle alla telecamera; una panoramica mostra poi il collega statunitense attenderlo contro una ringhiera. I due rapper si sono incontrati per la prima volta al festival Lollapalooza nell'agosto 2022: J-Hope, che ha citato Cole come sua ispirazione musicale in molteplici occasioni, tra cui il pezzo Hip Hop Lover pubblicato dai BTS nel 2014, definendolo la propria "musa", l'ha quindi ricontattato pensando che sarebbe stato bello realizzare insieme una canzone, su cui ha cominciato a lavorare a novembre.

## Descrizione
On the Street è una traccia lofi hip hop con elementi boom bap costruita attorno a un fischio, che viene accompagnato dalla melodia strimpellata di una chitarra e da una strumentazione "graffiante e scintillante". La parola "strada" nel titolo rimanda alle radici di J-Hope nella street dance e simboleggia il sentiero che "continuerà a percorrere" insieme ai suoi fan. La canzone contiene riflessioni sulla carriera e la vita: J-Hope apre la traccia rivolgendosi ai suoi fan cantando in inglese "Ogni volta che cammino / Ogni volta che corro / Ogni volta che mi muovo / Come sempre, per noi", e continua rappando "Anche la mia strada è stata creata dal vostro amore e dalla vostra fiducia". Nel proprio verso Cole ricorda il proprio percorso come artista e riflette anche sul futuro che lo attende dichiarando "Mentre la luna salta sopra la mucca / rifletto se dovrei aspettare prima di consegnare la corona / e restare in giro ancora un po' / Sento uno strano tipo di fame".

## Video musicale
Il video musicale è stato caricato in concomitanza con l'uscita del singolo e mostra J-Hope camminare per le strade di New York fino a raggiungere J. Cole in cima a un palazzo dietro al quale si vede il ponte di Brooklyn. Mentre l'artista statunitense rappa la propria parte, J-Hope balla un freestyle sul marciapiede della stazione della metropolitana di Bowery.

## Tracce
Testi e musiche di J-Hope, J. Cole e Pdogg.
1. On the Street – 3:34

## Formazione
- J-Hope – voce, scrittura
- J. Cole – voce, scrittura
- Pdogg – produzione, scrittura

## Classifiche

### Classifiche settimanali
| Classifica (2023) | Posizione massima |
| ----------------- | ----------------- |
| Canada            | 58                |
| Corea del Sud     | 36                |
| Grecia            | 59                |
| Irlanda           | 57                |
| Lituania          | 74                |
| Paraguay          | 17                |
| Regno Unito       | 37                |
| Singapore         | 20                |
| Stati Uniti       | 60                |

### Classifiche di fine anno
| Classifica (2023) | Posizione |
| ----------------- | --------- |
| Corea del Sud     | 144       |

## Riconoscimenti
- MAMA Award[24]
  - 2023 – Candidatura Canzone dell'anno
  - 2023 – Candidatura Miglior esibizione rap & hip hop

### Premi dei programmi musicali
- M Countdown
  - 9 marzo 2023[25]
  - 16 marzo 2023[26]